# Vitale Candiano
Vitale Candiano (muerto en 979) fue el vigesimocuarto dux de la República de Venecia .

## Biografía
Fue el cuarto hijo del vigesimoprimer dux, Pietro III Candiano y de su mujer Richielda. Fue elegido por la asamblea popular en septiembre de 978, después de tener que huir a Sajonia a causa de la revuelta contra su padre. Su predecesor Pietro I Orseolo había dejado Venecia para convertirse en monje. Abdicó voluntariamente después de servir como dogo durante 14 meses.
Su hija María Candiano se casó con Pietro II Orseolo.

### Relaciones con el Imperio de Occidente
En su época la relación entre Venecia y el Imperio de Occidente fue complicada, ya que en el año 976, los ciudadanos venecianos se rebelaron y mataron al dux Pietro IV Candiano. Por supuesto, él fue un líder despótico pero tenía el apoyo del emperador occidental Otón II, con el que tenía vínculos por su segundo matrimonio, tanto a través de la familia de Otón II y como de la del rey de Italia.

### Abdicación
Catorce meses después de ser elegido, Vitale Candiano abdicó por razones de salud. Se retiró al convento de Sant'Ilario y vivió la vida monástica. Murió allí sólo cuatro días después y fue enterrado allí.
| Predecesor: Pedro Orseolo | Dux de Venecia 978-979 | Sucesor: Tribuno Memmo |